# Thundersley
Thundersley – wieś w Anglii, w hrabstwie Essex, w dystrykcie Castle Point. Leży 20 km na południe od miasta Chelmsford i 51 km na wschód od Londynu. W 2001 miejscowość liczyła 15 600 mieszkańców.